# Палієнко Іван Степанович
Іва́н Степа́нович Паліє́нко (рос. дореф. Иванъ Степановичъ Паліенко; нар. 18 червня 1832, Черкаси — пом. 6 серпня 1912, Київ) — педагог, перший директор Київського реального училища, батько академіка ВУАН Миколи Палієнка.

## Життєпис
Народився 16 червня 1832 року в Черкасах в родині чиновника українського козацького походження.
1851 року закінчив Другу київську гімназію зі срібною медаллю.
1855 року закінчив Імператорський університет Святого Володимира (фізико-математичний факультет) з ступенем кандидата.
Від 1855 року працював старшим учителем математики й фізики спочатку Рівненської, потім Чернігівської гімназії.
1857—1873 років працював спочатку вчителем математики і наглядачем пансіону, а останні сім років — інспектором у Першій київській гімназії. Водночас 1862—1866 років викладав у Київському інституті шляхетних дівчат. 1860—1867 років також був керівником з математики на курсах з підготовки вчителів середніх шкіл.
З 1 липня 1873 року по 1885 рік очолював Київське реальне училище. Був історично першим його директором.
З 1881 року — дійсний статський радник.
У другій половині 1880-х років та в 1890-ті роки був членом Київської міської управи, членом присутності з військової повинності.
30 вересня 1892 року отримав дворянський титул (третя частина родословної книги). Дворянами також стали його дружина й діти.
1894 року — кандидат на посаду бібліотекаря Університету і завідувача Архіву.
Після виходу на пенсію продовжував займатись громадською діяльністю, був ревізором Київського товариства взаємного кредиту.
Пішов з життя 6 липня 1912 року після важкої тривалої хвороби, похований на Байковому кладовищі у Києві.

## Родина
Дружина Варвара Костянтинівна. Діти — Костянтин, Микола, Борис, Михайло, Олена, Марія й Анна. Анна пішла з життя 1902 року.
Старший син Костянтин (нар. 19 березня 1863) закінчив Київське реальне училище в 1882 році. Відомий як один з керівників Харківської митниці на початку 1920-х років.
Син Микола Палієнко (1869—1937), в майбутньому визначний український вчений, академік ВУАН.

## Нагороди
- Орден Святої Анни 2 ступеня (28 грудня 1873 року)
- Орден Святого Станіслава 2 ступеня
- Орден Святого Володимира 3 ступеня
- Темно-бронзова медаль в пам'ять війни 1853—1856 років на Андріївській стрічці[10]